# Club Gutenberg
El Club Gutenberg es un club deportivo argentino fundado en 1911 en la ciudad de La Plata, cabecera del partido homónimo que se encuentra en el Gran La Plata. El club es reconocido por ser uno de los fundadores de la Liga Platense, siendo campeón en varias oportunidades, y por participar en los campeonatos de los antecesores de la Asociación de Fútbol Argentino, llegando a participar en la Primera División de Argentina, la máxima categoría del fútbol argentino, en el ocaso del amateurismo.

## Historia

### Fundación
El club fue fundado el 1.° de septiembre de 1911, por jóvenes que previamente habían formado parte del club Once Argentinos. El nombre del club surgió del creador de la imprenta, Johannes Gutenberg, como homenaje realizado por estos jóvenes que trabajaban en la industria gráfica. Algunos de sus fundadores son Juan Varela, Nicanor Idiarte, Wenceslao Barceló, Juan Herrotabehere y Enrique Luna.

### La creación de la Federación Platense
La práctica del football estuvo en el club desde el principio. Disputó los torneos de la Liga de San Martín, resultando ganador tras vencer por 1 a 0 a Tiro Federal. En 1913 resultó ganador de la Liga Brown al vencer a Defensores del Dique.
El 21 de abril de 1913 se funda la Federación Platense de Football y se organizan tres campeonatos: el de Primera División para equipos mayores, y los de Segunda y Tercera División para equipos juveniles. El club finalmente inscribe equipos en estas dos últimas divisiones.
En 1913 y 1914 se consagra campeón de la Tercera División, con un equipo sub-16, y en 1915 participa por primera vez de la Primera División. En 1916 se consagra campeón de Segunda División con su equipo sub-19.

### Paso por la Asociación Amateurs
En 1918 logra el subcampeonato en la liga. Por tal motivo, comienzan las gestiones desde la dirigencia para sumarse al fútbol argentino. 
En 1920 se afilia a la Asociación Amateurs de Football y participa del torneo de Segunda División. Allí, compitió en la Zona Sur, donde finalizó tercero detrás de los terceros equipos de Racing y Estudiantil Porteño. En el torneo de 1921 participa de la Zona Oeste y, sin el mismo desempeño, finaliza penúltimo por encima del tercer equipo de Vélez. Tras lo cual se desafilia de la asociación.

### Tricampeonato y División Intermedia
La experiencia sumada en la AAmF le permitió avanzar en los campeonatos de la liga, logrando ser subcampeón en 1922 y 1923.
En 1924 logra consagrarse por primera vez campeón de la Primera División. Gracias a eso, obtuvo el derecho de participar de las semifinales de la División Intermedia de la Asociación Argentina de Football, a la cual estaba afiliada la liga.
El 21 de diciembre se enfrenta a Bristol en el campo de juego de Barracas por un lugar en la final. A los 26 minutos, abre el marcador Rasilani para los platenses, yéndose al descanso en ventaja; pero a los 25 minutos del segundo tiempo lo empata Carranza. En la prórroga, Miorano anota el 2 a 1 definitivo con el que Bristol avanza a la final.
En 1925 logra el bicampeonato en la liga, sacándole 5 puntos de ventaja al subcampeón. Para 1926, la institución decide afiliarse a la Asociación Argentina y se incorpora a División Intermedia. El 18 de julio, disputa por primera vez la Copa Bullrich, cayendo por 2 a 0 ante La Paternal.
En 1926 logra el tricampeonato en la liga.

### Descenso y ascenso
A finales de 1926, queda fuera de las semifinales de División Intermedia al caer por 3 a 0 ante Central Argentino.
En noviembre, las asociaciones se fusionan en la Asociación Amateurs Argentina de Football, y se resolvió la constitución de la Primera División A con 29 equipos, en un principio.
En la Asamblea del 24 de febrero de 1927, la nueva Asociación dio por constituida la Primera División B con los campeones de División Intermedia y los equipos relegados de Primera División. De tal modo que la División Intermedia, ahora unificada en un solo torneo, fue relegada a la tercera categoría.
Debido a este descenso administrativo, el club inició las gestiones, mientras disputaba el torneo de División Intermedia en la Sección A de la Zona Norte, para ser promovido a la Primera División B. El 30 de marzo, tras la disputa de la segunda fecha, el Consejo Directivo resolvió la promoción del club. Esta se hace efectiva el 17 de mayo, cuando es aprobada por la Asamblea Extraordinaria, siendo nuevamente aprobada por el Consejo el 21 de julio.

### En Primera División B
El 15 de abril de 1928 hace su debut en la división venciendo por 2 a 1 Progresista. El equipo tuvo un buen inicio y, aunque luego llegaron las derrotas, logró finalizar el torneo con un moderado noveno lugar. Entre sus triunfos más destacados se encuentran el 6 a 1 en su visita a Sportsman y el 6 a 3 a Palermo.
En el torneo de 1928 tuvo un flojo rendimiento, perdiendo la mayoría de sus partidos. Entre sus triunfos, se destaca el 4 a 0 a Del Plata. Su rendimiento sería similar en los siguientes torneos.

### Debut en una copa de Primera División
En mayo de 1931, a pocos días de una nueva escisión en el fútbol argentino que dio paso al profesionalismo, la Asociación resolvió organizar una nueva edición de la Copa de Competencia con la inclusión de los equipos de Primera División B.
El 31 de mayo, los platenses hacen su debut en la copa igualando 2 a 2 con Boca Alumni en Bernal, por uno de los grupos de la Zona Sur. El 7 y 14 de junio, son derrotados por Honor y Patria y por Argentino de Banfield, respectivamente. El 5 de septiembre logran su único triunfo ante Argentino de Quilmes por 1 a 0, ya sin posibilidades de superar la fase de grupos.

### El ascenso a Primera División
El 24 de febrero de 1933, se resolvió la disputa del Concurso de Eliminación de Primera División B, que iba a otorgar cuatro ascensos a la Primera División de ese año.
El 5 de marzo, el equipo hizo su debut en el concurso por el Grupo 1, venciendo por 3 a 1 a Gimnasia de Lanus. El día 12 vence por 2 a 1 a Balcarce, quedando como único puntero del grupo. Luego, Gimnasia se retira del torneo, por lo que es anulado el encuentro que le había ganado. El día 19 iguala 3 a 3 con Palermo, y el 26 vence por 2 a 1 a Progresista, llegando cómodo a la última fecha. El 2 de abril enfrenta a General San Martín, sabiendo que con un empate hará realidad el sueño de ascender a Primera, pero termina cayendo por 2 a 0 y, por el triunfo de Palermo, termina igualando el segundo lugar con este equipo. Inicialmente, el Consejo Directivo rechaza el pedido de San Martín de un desempate y declara ganador a los platenses. Sin embargo, la minoría del Consejo apeló ante el Honorable Jurado, generando un conflicto administrativo que culminó en la Asamblea Extraordinaria del 29 de septiembre, cuando ya habían iniciado los campeonatos, y se resolvió el ascenso de ambos clubes a la Primera División de 1934.

### La desafiliación
El 15 de abril de 1934, hace su debut en la máxima categoría cayendo por 3 a 1 ante Estudiantil Porteño. El primer gol del equipo platense en la división lo anota Álvarez. El 6 de mayo consigue su primer triunfo por la fecha 4, al imponerse por 4 a 2 a Barracas Central. Los goles platenses los anotaron Bastiano, Derito y Lofeudo. El 15 de junio consigue uno de sus destacados triunfos en el torneo, al vencer por 4 a 0 a Dock Sud, que el último campeón de la Copa Campeonato. Los goles de la hazaña fueron de Lamoneda, Lofeudo, Caffé y Fidel. El 4 de octubre, con 4 goles de Lofeudo, dos de De Martino y uno de Perdomo, consiguen su mayor goleada en el campeonato: 7 a 0 ante Barracas.
El 21 de octubre, venció por 3 a 0 a Colegiales, en lo que fue su último triunfo. El día 28 disputó su último partido en el fútbol argentino, cayendo por 4 a 1 ante General San Martín.
El 3 de noviembre, surge la Asociación del Fútbol Argentino de la fusión de la asociación amateur y de la liga profesional. En el Pacto de fusión, se resolvió que los clubes de la Primera División amateur sean relegados a la nueva Segunda División, con excepción de los clubes ascendidos a partir de la reestructuración de 1933, que fueron relegados a Tercera División. Además, los clubes debían cumplir con las condiciones establecidas en el reglamento de la liga profesional. Ante esta situación, Gutenberg decide no afiliarse a la AFA.

### Años posteriores

#### Cuarto título y primera desafiliación
Alejado del fútbol argentino, la institución continúa compitiendo en los campeonatos de la liga platense. En 1938 logra su cuarto campeonato de Primera División.
En 1956, motivado por la situación del club, afectada al no contar con un campo de juego para disputar los torneos de la liga, decide descontinuar con la práctica del fútbol.

#### Práctica de nuevos deportes
A partir de los años '40, ante las dificultades para afrontar la práctica del fútbol, la institución decide incorporar nuevos deportes: en 1940 comienza a practicarse las bochas; en 1945 se incluye el ajedrez; y en 1949 incluyó el basquet, con el que fue campeón ese mismo año.
En 1949 se incluye la práctica de pelota paleta, deporte con el que lograría ganar varias copas Conjunto de La Plata en los años '80 y '90, siendo al día de hoy su principal deporte.

#### Regreso al fútbol y segunda desafiliación
En 1987 regresa a la práctica de fútbol y se incorpora a la Primera B de la liga platense, logrando el ascenso a Primera División en 1988. En este período, ejerció la localía en Parque San Martín y en el campo de juego de Trabajadores de la Carne, club de Berisso. Sin embargo, en 1992 decide desafiliarse de la liga.

### Actualidad
Hasta los años 2000, organizó festivales culturales en su sede. Tras la Tragedia de Cromañón, fueron descontinuados. Además de la pelota paleta, se incluyó la práctica de taekwondo y de fútbol infantil.

## Presidentes
| N.º       | Presidente                      | Periodo     |
| --------- | ------------------------------- | ----------- |
| 1.°       | Juan Varela                     | 1911 - 1913 |
| 2.°       | Emilio Iriarte                  | 1914 - 1915 |
| 3.°       | Neptuno Wilde                   | 1916        |
| 4.°       | Antonio Pérez                   | 1917 - 1918 |
| 5.°       | Pedro Hustaix                   | 1919 - 1920 |
| 6.°       | Oreste Calvi                    | 1921        |
| 7.°       | Serafín Velezzi                 | 1922        |
| 8.°       | Alfredo Monteverde              | 1923        |
| 9.°       | Carmelo Montaldi                | 1924        |
| 10.°      | Juan B. Velázquez               | 1925        |
| 11.°      | Carmelo Montaldi                | 1926        |
| 12.°      | Alfonso Suárez                  | 1927        |
| 13.°      | Carmelo Montaldi                | 1928        |
| 14.°      | Alfonso Suárez                  | 1929        |
| 15.°      | Alfredo Astiguez                | 1930        |
| 16.°      | Justo Berutti                   | 1931        |
| 17.°      | Enrique Rey Martínez            | 1932        |
| 18.°      | Deolino Repetto                 | 1933        |
| 19.°      | Justo Berutti                   | 1934 - 1938 |
| 20.°      | Carmelo Montaldi                | 1939 - 1940 |
| 21.°      | Carlos Olivero                  | 1941        |
| 22.°      | Pascual Mutti                   | 1942 - 1945 |
| 23.°      | Carmelo Montaldi                | 1946 - 1947 |
| 24.°      | Pablo Benotto                   | 1948        |
| 25.° 26.° | Enrique Boccia Roberto Di Serio | 1949        |
| 27.°      | Juan Pellegrini                 | 1950 - 1951 |
| 28.°      | Juan J. Saggesse                | 1952        |
| 29.° 30.° | Mariano Meitín Augusto Giffi    | 1953        |
| 31.°      | Augusto Giffi                   | 1954 - 1956 |
| 32.°      | Raúl Anastasio                  | 1957 - 1959 |
| 33.°      | Augusto Giffi                   | 1960        |
| 34.°      | Oscar Perazzo                   | 1961 - 1968 |
| 35.°      | Raúl Anastasio                  | 1969 - 1971 |
| 36.° 37.° | Raúl Anastasio Miguel Carpio    | 1972        |
| 38.°      | Miguel Carpio                   | 1973        |
| 39.° 40.° | Miguel Carpio Carlos Galihac    | 1974        |
| 41.°      | Carlos Galihac                  | 1975        |
| 42.° 43.° | Carlos Galihac Miguel Molinari  | 1976        |
| 44.°      | Miguel Molinari                 | 1977 - 1980 |
| 45.°      | Osvaldo Cairoli                 | 1981        |
| 46.°      | Oscar Perazzo                   | 1982        |
| 47.°      | Néstor González                 | 1983 - 1985 |
| 48.°      | Osvaldo Cairoli                 | 1986 - 1987 |
| 49.°      | Pedro Domínguez                 | 1988 - 1990 |
| 50.°      | Mario Miranda                   | 1991 - 1999 |
| 51.°      | Pedro Domínguez                 | 2000 - 2003 |
| 52.°      | Héctor Pettirossi               | 2004 - 2009 |
| 53.°      | Mario Camiña                    | 2010 - 2011 |
| 54.°      | Alfredo Brunetti                | 2012 - 2013 |
| 55.°      | Fernando R. Tau                 | 2014 -      |

## Datos del club

### Temporadas
- Temporadas en Primera División: 1 (1934)
- Temporadas en segunda categoría: 6
  - Temporadas en División Intermedia: 1 (1926)
  - Temporadas en Primera División B: 5 (1928-1932)
- Temporadas en tercera categoría: 3
  - Temporadas en División Intermedia: 1 (1927)
  - Temporadas en Segunda División: 2 (1920-1921)

- Participaciones en Copa de Competencia Jockey Club: 1 (1931)
- Participaciones en Copa Bullrich: 1 (1926)